# Nicolas Godemèche
Nicolas Robert Michel Godemèche (Marsiglia, 22 giugno 1984) è un ex calciatore francese, di ruolo centrocampista.

## Carriera
Cresciuto calcisticamente con il Montpellier, dopo due brevi esperienze in Francia al Stade Reims e in Portogallo al Naval, il 27 gennaio 2012 si trasferisce da svincolato ai rumeni del CFR Cluj.

## Statistiche

### Presenze e reti nei club
Statistiche aggiornate al 9 maggio 2015.
| Stagione                | Squadra                 | Campionato              | Campionato | Campionato | Coppe nazionali | Coppe nazionali | Coppe nazionali | Coppe continentali | Coppe continentali | Coppe continentali | Altre coppe | Altre coppe | Altre coppe | Totale | Totale |
| Stagione                | Squadra                 | Comp                    | Pres       | Reti       | Comp            | Pres            | Reti            | Comp               | Pres               | Reti               | Comp        | Pres        | Reti        | Pres   | Reti   |
| ----------------------- | ----------------------- | ----------------------- | ---------- | ---------- | --------------- | --------------- | --------------- | ------------------ | ------------------ | ------------------ | ----------- | ----------- | ----------- | ------ | ------ |
| 2003-2004               | Montpellier             | L1                      | 13         | 0          | CF+CdL          | 0+0             | 0+0             | -                  | -                  | -                  | -           | -           | -           | 0      | 0      |
| 2004-2005               | Montpellier             | L2                      | 27         | 0          | CF+CdL          | 0+4             | 0+0             | -                  | -                  | -                  | -           | -           | -           | 31     | 0      |
| 2005-2006               | Montpellier             | L2                      | 14         | 0          | CF+CdL          | 0+2             | 0+0             | -                  | -                  | -                  | -           | -           | -           | 16     | 0      |
| 2006-gen. 2007          | Montpellier             | L2                      | 16         | 0          | CF+CdL          | 2+1             | 0+0             | -                  | -                  | -                  | -           | -           | -           | 19     | 0      |
| Totale Montpellier      | Totale Montpellier      | Totale Montpellier      | 70         | 0          |                 | 9               | 0               |                    | -                  | -                  |             | -           | -           | 79     | 0      |
| gen.-giu. 2007          | Stade Reims             | L2                      | 10         | 0          | CF+CdL          | 0+0             | 0+0             | -                  | -                  | -                  | -           | -           | -           | 10     | 0      |
| 2007-2008               | Naval                   | PL                      | 24         | 0          | CP+CdL          | 4+0             | 0+0             | -                  | -                  | -                  | -           | -           | -           | 28     | 0      |
| 2008-2009               | Naval                   | PL                      | 22         | 1          | CP+CdL          | 2+2             | 0+0             | -                  | -                  | -                  | -           | -           | -           | 26     | 1      |
| 2009-2010               | Naval                   | PL                      | 28         | 1          | CP+CdL          | 5+2             | 1+0             | -                  | -                  | -                  | -           | -           | -           | 35     | 2      |
| 2010-2011               | Naval                   | PL                      | 24         | 2          | CP+CdL          | 0+3             | 0+0             | -                  | -                  | -                  | -           | -           | -           | 27     | 2      |
| Totale Naval            | Totale Naval            | Totale Naval            | 98         | 4          |                 | 18              | 1               |                    | -                  | -                  |             | -           | -           | 116    | 5      |
| gen.-giu. 2012          | CFR Cluj                | L1                      | 6          | 0          | CR              | 0               | 0               | -                  | -                  | -                  | -           | -           | -           | 6      | 0      |
| 2012-2013               | CFR Cluj                | L1                      | 13         | 0          | CR              | 1               | 0               | UCL+UEL            | 6+2                | -                  | -           | -           | -           | 22     | 0      |
| Totale CFR Cluj         | Totale CFR Cluj         | Totale CFR Cluj         | 19         | 0          |                 | 1               | 0               |                    | 8                  | 0                  |             | -           | -           | 28     | 0      |
| 2013-2014               | Waasland-Beveren        | PL                      | 17         | 0          | CB              | 2               | 0               | -                  | -                  | -                  | -           | -           | -           | 19     | 0      |
| 2014-2015               | Waasland-Beveren        | PL                      | 3          | 1          | CB              | 0               | 0               | -                  | -                  | -                  | -           | -           | -           | 3      | 1      |
| Totale Waasland-Beveren | Totale Waasland-Beveren | Totale Waasland-Beveren | 20         | 1          |                 | 2               | 0               |                    | -                  | -                  |             | -           | -           | 22     | 1      |
| Totale carriera         | Totale carriera         | Totale carriera         | 217        | 5          |                 | 30              | 1               |                    | 8                  | 0                  |             | -           | -           | 255    | 5      |

## Palmarès
- Campionato rumeno: 1

CFR Cluj: 2011-2012